# Ionoforo

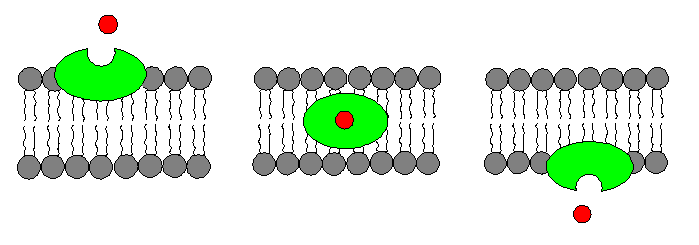
Ionoforo (in verde) mentre "trasporta" uno ione (punto rosso) attraverso la membrana cellulare

Gli ionofori sono molecole organiche, spesso antibiotici quali la gramicidina e la valinomicina, che aumentano la permeabilità della membrana cellulare e/o della membrana mitocondriale ad alcuni ioni metallici, dissipando il loro gradiente attraverso la membrana. Gli ionofori hanno spesso una struttura ciclica che verso l'interno porta diversi gruppi polari, capaci di legare cationi monovalenti quali Na+ e K+.
Ionofori rappresentativi (con i relativi ioni su cui agiscono):
- 2,4-dinitrofenolo (H+)
- Beauvericina (Ca2+, Ba2+)
- Calixarene
- Calcimicina (A23187) (Ca2+)
- Carbonil cianuro m-clorofenyl idrazone
- Eteri corona
- Carbonil cianuro-p-trifluorometossifenil idrazone (H+)
- Gramicidina (H+, Na+, K+)
- Ionomicina (Ca2+)
- Lasalocida
- Monensina (Na+, H+)
- Nigericina (K+, H+, Pb2+)
- Nonactina (Ammonium ionophore I)
- Nistatina
- Perfluorottano sulfonamide (PFOSA) (H+)
- Ionoforo del protone II (4-Nonadecilpiridina)
- Ionoforo del protone III (N,N-Diottadecilmetilamina)
- Salinomicina (K+)
- Valinomicina (K+)